# Charles Stine
Pour les articles homonymes, voir Stine.
Charles Milton Altland Stine (18 octobre 1882 - 28 mai 1954) est un chimiste et vice-président de DuPont qui crée le laboratoire à partir duquel le nylon et d'autres inventions importantes sont faites. Il est également un fervent chrétien qui a écrit un livre sur la religion et la science.

## Biographie
Stine est né à Norwich, Connecticut, du pasteur luthérien Milton Henry Stine et de sa femme Mary Jane Altland. Il obtient ses diplômes BS et MS du Gettysburg College, puis un doctorat de l'Université Johns-Hopkins en 1907, Stine commence à travailler dans les laboratoires de recherche de DuPont sur un projet visant à rendre les explosifs plus sûrs à manipuler. Avec CC Ahlum, il utilise le sulfite de sodium comme agent purifiant pour cristalliser le trinitrotoluol (TNT). Après avoir étudié les fuites de composants liquides de la dynamite, Stine développe une version plus stable de l'explosif pour une utilisation dans les mines. Il développe des méthodes améliorées pour la fabrication du nitrate d'ammonium, l'extraction du tétryl à partir de la diméthylaniline, l'acide picrique à partir du chlorobenzène et la chloration du benzène. Au cours des années 1920, des résines synthétiques sont développées dans ses laboratoires et des procédés améliorés sont trouvés pour fabriquer de l'acide nitrique et de l'acide sulfurique.
Après être devenu directeur du département des produits chimiques de DuPont en 1924, Stine engage Wallace Hume Carothers loin de l'enseignement à l'Université Harvard. Stine fait pression sur la direction de DuPont pour un budget exclusivement consacré à la recherche spéculative. En 1930, il réussit à obtenir une allocation annuelle de 300 000 $ et se concentre avec Carothers sur la chimie des colloïdes et le développement des polymères. Les résultats de la recherche à long terme comprennent un caoutchouc synthétique de chloroprène, mais l'invention la plus notable survient en 1938 avec l'invention du nylon.
Il reçoit la médaille Perkin en 1940 et la médaille Lavoisier pour réalisation technique en 1997.
Le prix Charles MA Stine de l'AIChE est décerné chaque année par leur division du génie des matériaux et des sciences. Le laboratoire Stine de DuPont à Newark, Delaware, est nommé en son honneur.
Fils de pasteur, Stine a également écrit un livre sur sa foi et son travail de scientifique, intitulé A Chemist and His Bible, publié en 1943. Stine est décédée en 1954 à Wilmington, Delaware, à l'âge de 72 ans.